# Добросав Крстић (привредник)
Добросав Крстић (Коритница, 1906 — Бела Паланка, 7. јануар 1978) био је српски велепоседник, велики трговац, српски родољуб и добротвор.

## Биографија
Добросав Крстић је рођен у Коритници 1906. године, током трајања Краљевине Србије као један од шесторо деце Цветка и Џурке Крстић. Поникавши из мокранске породице (породица пореклом из села Мокра код Беле Паланке) врло брзо након смрти оца Цветка 1938. године, као најстарије мушко дете преузима и у великој мери увећава очево наследство. Био је власник великог броја винограда, воћњака и обрадивог земљишта, као и власник сопствене воденице. Као изузетно имућан, био је у многим стварима први у Белој Паланци. Купио је и довезао у град први комбајн, који је позајмљивао бројним породицама у Паланци и Мокри. Такође, остао је познат као први возач ауто мото трка пореклом из Беле Паланке, а такође и први власник аутомобила који је лично довезао из Београда.
Био је познат под надимком "Газда Добросав", и често је на разне начине помагао своје суграђане, који су са њим могли да причају за његовим столом у Хотелу Ремизијана у центру Беле Паланке. Донирао је новац цркви, суграђанима, често је давао своје оранице на коришћење без надокнада.
Преминуо је после Божићног ручка 7. јануара 1978. године од срчаног удара, и сахрањен је на градском гробљу у Белој Паланци.